# 中捷斯友谊博物馆
38°23′19″N 117°27′20″E / 38.3887397°N 117.4555365°E
中捷斯友谊博物馆（捷克語：Muzeum čínsko-československého přátelství）位于河北省沧州市黄骅市中捷产业园区世博欢乐园，是一座关于中国、捷克和斯洛伐克的博物馆。

## 历史
20世纪50年代，捷克斯洛伐克共和国曾向中方无偿赠送677台可耕种10万亩土地的农业机械，以支援中華人民共和國的农业建设。
中捷斯友谊博物馆兴建于2015年9月，于2016年10月15日正式开馆。中捷友谊农场场长吕振华、捷克驻华大使贝德日赫·科佩茨基、斯洛伐克共和国驻华使馆代办托马斯·菲利克斯等21国的外交使节参加了当天的开馆剪彩仪式。吕振华在致辞时表示，“不会忘记与捷克和斯洛伐克的友情和友谊”。
2017年4月，由斯洛伐克前议长帕沃尔·帕什卡率领的斯洛伐克执政联盟干部考察团访華时，曾来中捷斯友谊博物馆参观，并表示“斯洛伐克和中国五十年代结下的友谊，在中捷斯友谊农场生根发芽”。
2017年11月12日，爱沙尼亚农业联合会考察团参观中捷斯友谊博物馆。
2018年8月12日，罗马尼亚驻华大使巴西尔·瓦西利克·康斯坦丁内斯库一行在中捷斯友谊农场领导陪同下，参观中捷斯友谊博物馆及斯洛伐克中国商务中心。
2019年4月8日上午，斯洛伐克驻华使馆秘书马杰、北京外国语大学斯洛伐克语专家马豪等访问中捷斯友谊博物馆。

## 展品
博物馆占地面积4000平方米，分为友谊厅、民俗厅两大板块，展品包括近千张历史老照片及数百件当年农民的生活劳动工具，并还原了当年捷克斯洛伐克捐赠农机农具时的接收大会场景，还有捷克斯洛伐克著名动画片《鼹鼠的故事》相关雕塑。2010年上海世博会后，捷克和斯洛伐克的展品也搬到了中捷斯友谊博物馆。
一些支援过中国的捷克和斯洛伐克专家的亲属曾参观博物馆，并回忆了当年自己的家人援助中国时的点点滴滴。

### 拖拉机
2016年中捷友谊农场场长吕振华访问捷克南摩拉维亚州时，时任州长米哈伊尔·哈谢克得知中捷斯友谊博物馆正在建设的消息，决定赠送一辆老热脱拖拉机。期间拖拉机一度无法通过海关，后被午易信息科技（中国）有限公司董事长杨连明通过拍卖的方式获得，并转赠给中捷斯友谊博物馆收藏。
这辆拖拉机虽和当年捷方捐赠的拖拉机年代相近，但型号不同。尽管没有液压系统，但仍属当时的先进水平。拖拉机经清洗后仍能启动。